# Ján Švehlík
Ján Švehlík (* 17. ledna 1950, Lovča) je bývalý slovenský fotbalista, československý reprezentant, držitel zlaté medaile z mistrovství Evropy 1976. Má právnické vzdělání, je ženatý, 2 děti – dcera Andrea a syn Ján.
Od roku 1992 se v jeho rodné Lovči koná fotbalový turnaj mladších dorostenců o putovní Pohár Jána Švehlíka.

## Reprezentační kariéra
Jeho reprezentační kariéra začala v přátelském zápase 27. dubna 1974 proti Francii. Byl členem vítězného týmu, který na ME 1976 získal titul mistra Evropy. Na šampionátu si zahrál pouze ve finále, kde vstřelil gól Německu. Následně se ukázal v reprezentačním dresu již pouze jednou, a to 5. května 1979 v přátelském zápase se SSSR.
V československé reprezentaci nastoupil v 17 utkáních a vstřelil 4 góly. Na svém kontě má také zlatou medaili jako mistr Evropy do 23 let z roku 1972.

## Klubová kariéra
S fotbalem začal v Žiaru nad Hronom. V 19 letech přestoupil do Slovanu Bratislava, kde zahájil kariéru v B-mužstvu, o rok později již začal hrát nejvyšší soutěž. Až na léta vojenské služby v Dukle Praha a závěr kariéry v belgickém KSC Hasselt strávil svou fotbalovou kariéru v dresu Slovanu Bratislava, kde odehrál 13 sezón. Se Slovanem se stal třikrát mistrem Československa (1970, 1974, 1975) a dvakrát získal Československý pohár (1974 a 1982). Jedno ligové prvenství si připsal v Dukle Praha (1977). V lize odehrál celkem 296 zápasů a vstřelil 79 gólů. V Poháru mistrů nastoupil v 7 utkáních a dal 1 gól a v Poháru UEFA nastoupil v 1 utkání.

## Ligová bilance
| Ročník                                   | Zápasy | Góly | Klub              |
| ---------------------------------------- | ------ | ---- | ----------------- |
| 1. československá fotbalová liga 1969/70 | 1      | 0    | Slovan Bratislava |
| 1. československá fotbalová liga 1970/71 | 22     | 2    | Slovan Bratislava |
| 1. československá fotbalová liga 1971/72 | 27     | 13   | Slovan Bratislava |
| 1. československá fotbalová liga 1972/73 | 24     | 0    | Slovan Bratislava |
| 1. československá fotbalová liga 1973/74 | 30     | 11   | Slovan Bratislava |
| 1. československá fotbalová liga 1974/75 | 30     | 13   | Slovan Bratislava |
| 1. československá fotbalová liga 1975/76 | 29     | 9    | Slovan Bratislava |
| 1. československá fotbalová liga 1976/77 | 12     | 0    | Dukla Praha       |
| 1. československá fotbalová liga 1977/78 | 19     | 3    | Slovan Bratislava |
| 1. československá fotbalová liga 1978/79 | 27     | 8    | Slovan Bratislava |
| 1. československá fotbalová liga 1979/80 | 18     | 2    | Slovan Bratislava |
| 1. československá fotbalová liga 1980/81 | 29     | 8    | Slovan Bratislava |
| 1. československá fotbalová liga 1981/82 | 28     | 9    | Slovan Bratislava |
| CELKEM                                   | 296    | 79   |                   |